# Antoine Vater

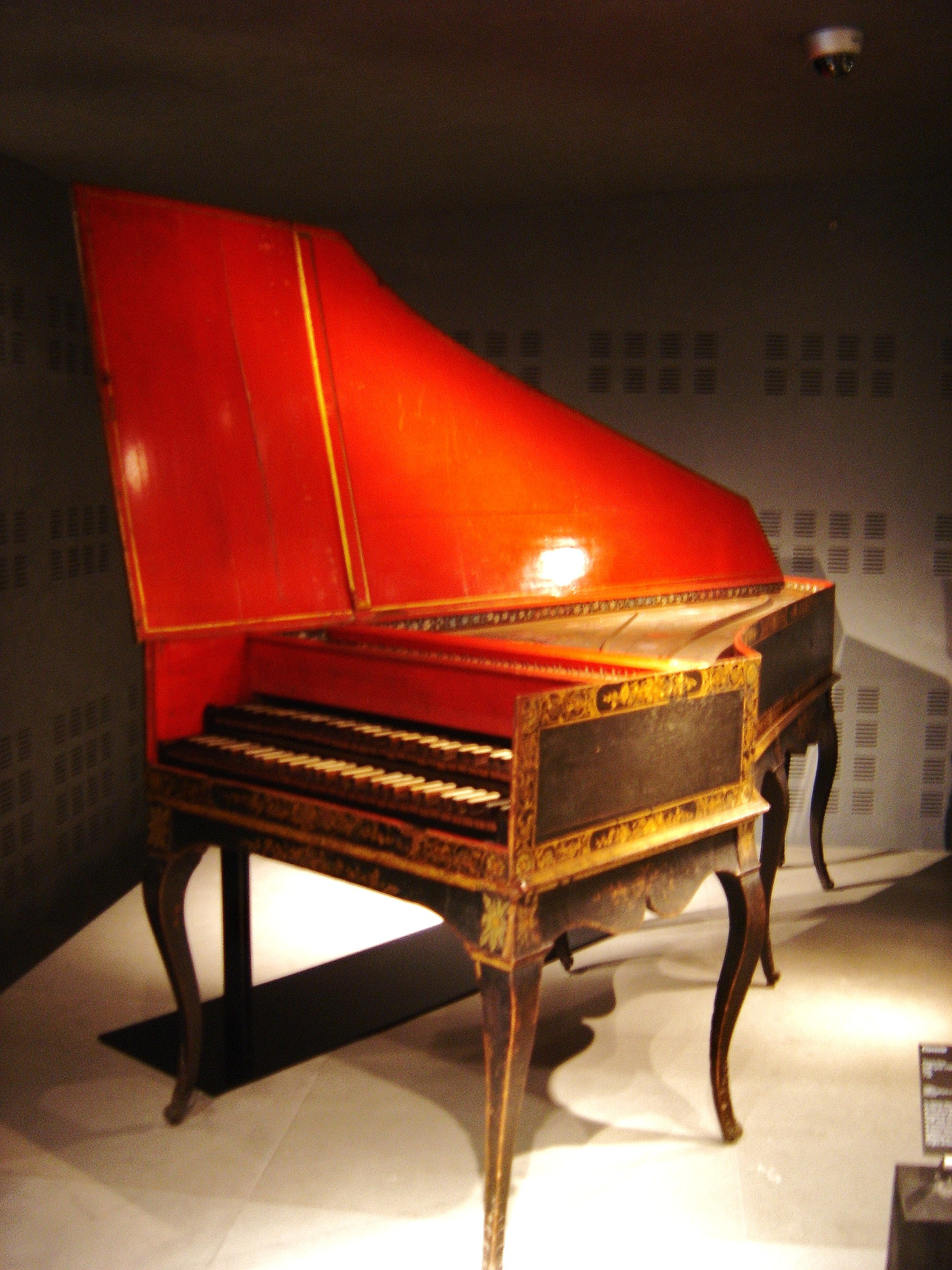
Cembalo von Antoine Vater aus dem Jahr 1732 von Antoine Vater, im Cité de la musique in Paris

Antoine Vater eigentlich Anton Vater (* 1689 in Hannover; † 1759 in Paris) war ein französischer Cembalobauer deutscher Herkunft.

## Leben
Vater wurde in eine Familie von Cembalobauern geboren. Sein Vater war Martin Vater. Sein älterer Bruder Christian Vater übernahm die Werkstatt des Vaters in Hannover und Anton emigrierte im Jahr 1715 nach Paris, um dort als Cembalobauer zu arbeiten. Schnell erwarb er sich den Ruf, einer der besten Cembalobauer der Stadt zu sein und wurde Aufseher über die königlichen Cembali beauftragt, die große Sammlung von Versailles zu pflegen. Er bildete viele Lehrlinge aus. Viele waren wie er deutsche Immigranten. Zu seinen Lehrlingen gehörte auch Henri Hemsch.
Vater war ein Freund des Komponisten Georg Philipp Telemann, der im Jahr 1738 bei Vater in dessen Pariser Haus lebte.

## Erhaltene Instrumente
Von Antoine Vater sind drei Instrumente erhalten. Eines aus dem Jahr 1732 befindet sich in der Cité de la musique in Paris, ein anderes aus dem Jahr 1737 steht in einer privaten Sammlung in England und ein drittes aus dem Jahr 1738 in Irland.